# Lolly Adefope
Ololade " Lolly " Adefope  (nacida el 14 de septiembre de 1990) es una actriz y comediante británica especializada en comedia de personajes.

## Infancia y educación
Adefope nació en el sur de Londres de padres nigerianos Le fue bien en la escuela y fue a la universidad para estudiar literatura inglesa. Mientras estaba en la universidad, comenzó a realizar sketches cómicos con un grupo.

## Carrera profesional
Después de la universidad, Adefope solicitó ingresar a la escuela de teatro, pero fue rechazada, por lo que comenzó a trabajar en una oficina. Comenzó su carrera artística como comediante y pasó a la actuación después de recibir buenas calificaciones por sus shows individuales en el Festival Fringe de Edimburgo en 2015 y 2016. También en 2015, fue seleccionada para el programa de comedia de la BBC Writersroom, y en 2016 fue nominada a dos premios Chortle.
Como actriz, Adefope ha aparecido en Together, Josh, Plebs, Rovers, Sick Note, Ghosts, Miracle Workers y Shrill . También ha participado como invitada en Alan Davies: As Yet Untitled, The Last Leg, Don't Ask Me Ask Britain y QI . Apareció en la cuarta temporada del programa Taskmaster y en el especial de sufragistas del 100 aniversario de 8 de 10 gatos hace cuenta regresiva.
Shrill la estrella y cocreadora Aidy Bryant ha elogiado la actuación de Adefope "lo mucho que puede transmitir con el más mínimo movimiento de sus ojos." Su actuación en ese espectáculo la introdujo a un público más amplio, y comenzó a recibir una avalancha de ofertas para nuevos roles. A partir de mayo de 2021, estaba trabajando en el desarrollo de un nuevo programa de televisión en el que también protagonizaría, así como un podcast.

## Filmografía
| Año          | Título                          | Rol                     | Notas                                    |
| ------------ | ------------------------------- | ----------------------- | ---------------------------------------- |
| 2015         | Josh                            | Cath                    | TV series, 1 episode                     |
| 2015         | Troy: Cyber Hijack              | Waitress                | TV movie                                 |
| 2015         | Lolly Adefope's Christmas       | Herself                 | TV movie                                 |
| 2016         | Alan Davies: As Yet Untitled    | Herself                 | TV series, 1 episode                     |
| 2016         | Plebs                           | Atilla                  | TV series, 1 episode                     |
| 2016         | QI                              | Herself                 | TV series, 1 episode                     |
| 2016         | Rovers                          | Sam                     | TV series, 6 episodes                    |
| 2016         | The Last Leg                    | Herself                 | TV series, 1 episode                     |
| 2016         | Sexy Murder                     | Jessica Arkwright       | TV mini-series, 1 episode (of 6)         |
| 2016         | Year Friends                    | Lolly                   | TV series, 1 episode                     |
| 2017         | Dara Ó Briain's Go 8 Bit        | Herself                 | TV series, 1 episode                     |
| 2017         | Loaded                          | Naomi                   | TV series, 8 episodes                    |
| 2017         | Sick Note                       | Lisa                    | TV series, 1 episode                     |
| 2017         | Taskmaster                      | Herself                 | TV series, 8 episodes                    |
| 2017         | Pls Like                        | Chloe Sass              | web series, 1 episode                    |
| 2017         | Motherland                      | Penny                   | TV series, 1 episode ‘The Cavalry’       |
| 2018         | Damned                          | Mimi                    | TV series, 6 episodes                    |
| 2018         | Lovesick                        | Charlotte               | TV series, 1 episode                     |
| 2018         | Richard Osman's House of Games  | Herself                 | 5 episodes                               |
| 2018         | The Spy Who Dumped Me           | Tess                    |                                          |
| 2018         | Hang Ups                        | Angie Henderson         | TV series, 2 episodes                    |
| 2018         | 8 Out of 10 Cats Does Countdown | Herself                 | 1 special                                |
| 2019         | Sorry                           | Dolly Adesina           | Comedy Short                             |
| 2019—present | Miracle Workers                 | Rosie, Maggie           |                                          |
| 2019-present | Shrill                          | Fran                    | TV series, 12 episodes                   |
| 2019-present | This Time with Alan Partridge   | Ruth Duggan             |                                          |
| 2019-present | Ghosts                          | Kitty                   | TV Series, 20 episodes                   |
| 2020         | The Graham Norton Show          | Ella misma              |                                          |
| 2020         | Feel Good                       | Florence (photographer) | TV series, S1E2                          |
| 2021         | Summer Camp Island              | Snowflake               | Episodio: "Shave a Little Off the Wheel" |
| 2024         | Seize Them!                     | Shulmay                 |                                          |